# Саркис Эльяс Лоле
Саркис Эльяс Лоле (арм. Սարգիս Լոլե Գիզոյի), также известный как Левон, армянский архитектор Османской империи конца XIX — начала XX.
Главный архитектор (тур. Mimarbași) Мардина. Лоле отвечал за большую часть архитектуры города Мардина в конце XIX — начале XX, а также является архитектором многих зданий в городе Диярбакыре.
Лоле работал над сохранением однородности старого города, где он пытался сочетать местные стили классической, христианской и исламской архитектуры. Построил новые школы, здания суда, казармы, особняки и церкви в Мардине, а также отремонтировал различные исторические мечети и медресе города. Несмотря на то, что он работал под контролем государства, компания Лоле действовала как частная и управляла монополией на архитектурный ландшафт Мардина.

## История

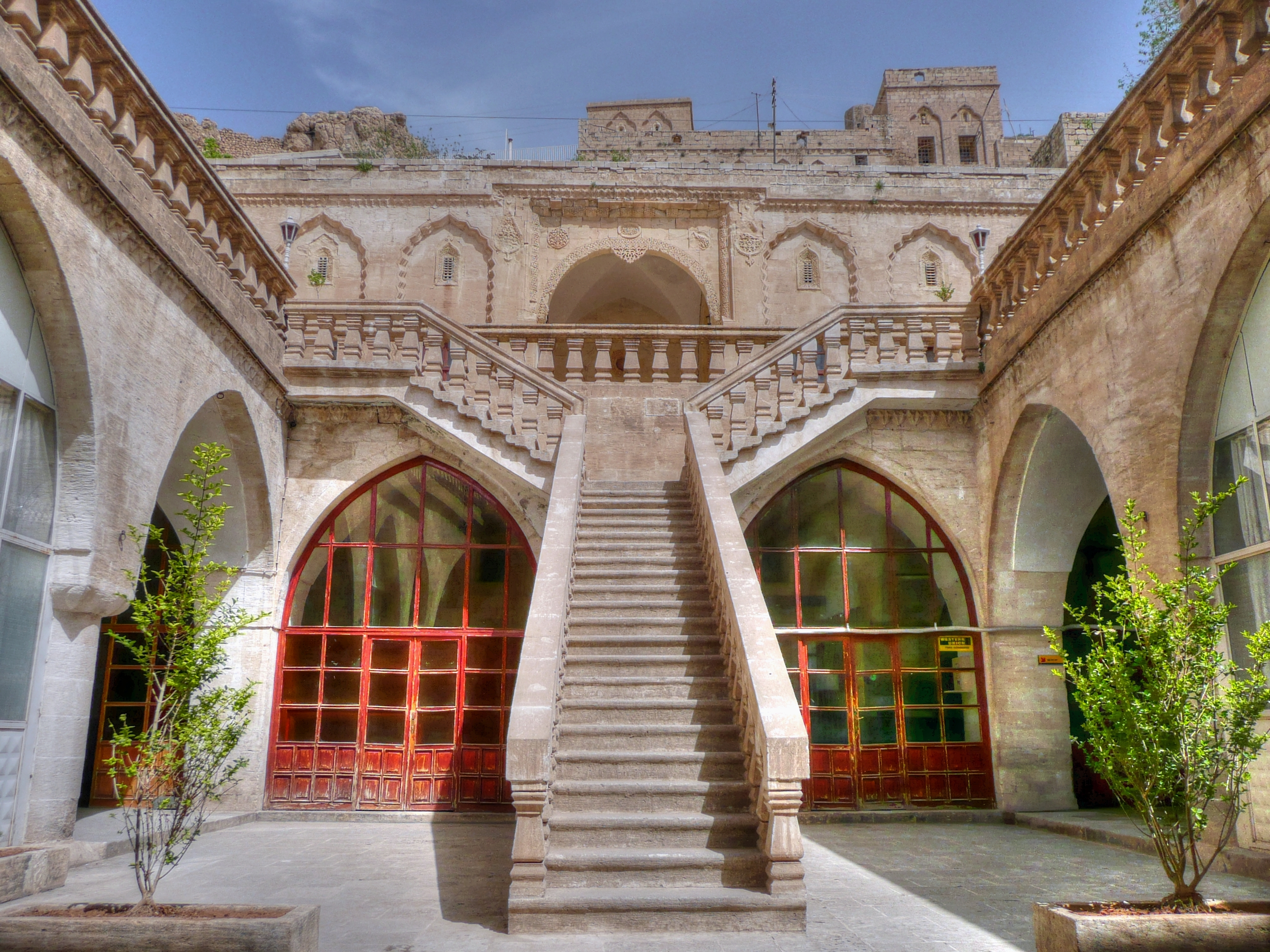
Лестница почтового отделения Мардина, спроектированная Саркисом Лоле и демонстрирующая его синкретический стиль европейского Возрождения и исламской архитектуры

Саркис Лоле обучался архитектуре у своего отца. Не известно, имел ли он какое-либо профессиональное образование. Лоле был известен тем, что проектировал свои здания, рисуя на песке. Лоле был назначен главным архитектором Мардина Управлением имперских архитекторов Османской империи; он унаследовал эту должность от своего отца.
Его архитектурный стиль считался сложным, поскольку он сочетал элементы европейского Возрождения и готической архитектуры в местных исламских архитектурных рамках города. Хотя Лоле работал в Бейруте, неизвестно, посещал ли он Европу. Более того, как и в случае с другими османскими армянскими архитекторами того периода, такими как Балян и Нафилян, Лоле предпочел основывать свою архитектуру на преобладающей идентичности и культуре регионов, в которых он работал, а не на армянской архитектуре.
Лоле руководил командой учеников, которые продолжали нести его архитектурное наследие после его смерти. Судя по воспоминаниям его потомков и тех, кто работал с его командой, Лоле отвечал за большую часть архитектуры Мардина, включая большинство особняков XIX-го века, церквей, учреждений и даже исламских построек, таких как мечети. Кроме того, Лоле работал по всему Ливану, особенно в Бейруте и Захле.
Большое количество заказов позволили Лоле стать очень обеспеченным человеком. В дальнейшем данные капиталы перешли к его потомкам в Ливане. У Лоле был сын по имени Корч Эрташ Калфа, который также работал архитектором в Мардине.

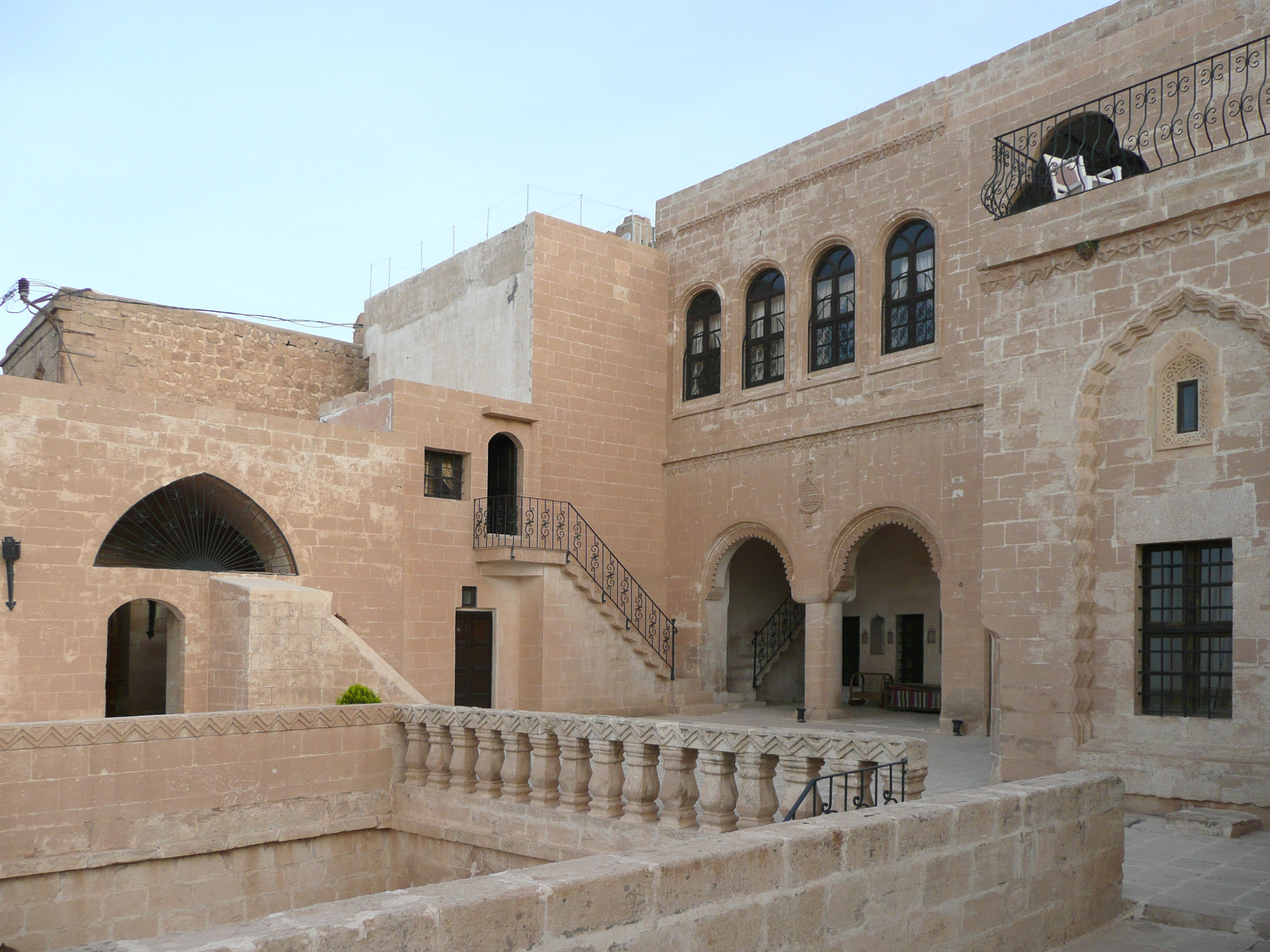
Особняк XIX века в Мардине

В 2011 году по поручению мэра Мардина турецкое правительство предложило восстановить гробницу Саркиса Лоле, а также назвать его именем район. Раньше в Мардине была улица имени Лоле. По словам тюрколога Андраника Испиряна, это действие было чисто публичным. Турецкое правительство заявило, что свяжется с потомками Лоле, которые сейчас живут в Алеппо и Бейруте, чтобы получить согласие на восстановление гробницы Лоле.

## Произведения
Некоторые из наиболее известных архитектурных работ Лоле включают:
- Почтовое отделение Мардина / Дом Шахтана[6]
- Музей Мардина[12]
- Профессиональное училище для девочек
- Минарет мечети Шехидье
- Армянская Католическая Церковь св. Иосифа в Мардине
- Армянская католическая церковь Диярбакыра
- Американский университет Бейрута
- Отель Америка, Захле